# 지저동
지저동(枝底洞)은 대한민국 대구광역시 동구의 법정동·행정동이다.
대구국제공항의 소재지다. 공군 비행장을 정면으로 보고 있기 때문에 이 일대에는 고도제한이 걸려 있으며, 비행장/공항 남쪽으로 거주지가 형성되어 있다.

## 유래
본래 지저동은 지금의 K2 비행장 부지에 있던 산 밑 마을이었다. 그곳이 비행장 부지로 편입되는 바람에, 마을이 당시 논밭이었던 현재의 위치로 옮겨 왔다. 지저동은 순우리말로 '갖밑마을'(나무가지 밑의 마을)인데, 이주 전의 마을에는 과수원이 많았다고 한다.

## 역사
- 조선시대 지저동
- 1895년 음력 윤5월 1일 대구부 대구군 해서부면 지저동[1]
- 1896년 8월 4일 경상북도 대구군 해서부면 지저동[2]
- 1910년 10월 1일 경상북도 대구부 해서부면 지저동
- 1914년 4월 1일 경상북도 달성군 해안면 지저동[3]
- 1940년 7월 1일 경상북도 달성군 동촌면 지저동
- 1958년 1월 1일 경상북도 대구시 지저동 (동촌출장소 관할)[4]
- 1963년 1월 1일 경상북도 대구시 동구 지저동 (동부출장소, 동촌출장소를 동구로 승격)[5]
- 1963년 1월 16일 재설치한 동촌출장소 관할[6]
- 1976년 8월 1일 동촌출장소가 시직할로 승격[7]
- 1980년 4월 1일 동촌출장소 폐지
- 1981년 7월 1일 대구직할시 동구 지저동[8]
- 1995년 1월 1일 대구광역시 동구 지저동[9]
- 2020년 7월 6일 불로봉무동(법정동: 불로동) 중 공항로 남쪽 지역과 동촌동(법정동: 입석동) 중 아양로 서쪽 지역을 편입하고, 새만금포항고속도로 북쪽 지역을 불로봉무동으로 이관.[10]

## 교통 시설

### 공항
- 대구국제공항

### 고속도로
- 팔공산 나들목